# Os Trapaceiros
Os Trapaceiros é uma pintura a óleo sobre tela feita pelo pintor italiano Caravaggio por volta de 1595. Considerada perdida até à sua redescoberta no final do século XX em uma coleção particular europeia, foi adquirido em 1987 pelo Kimbell Art Museum em Fort Worth, Texas, onde agora é mantida.
Esta pintura de tamanho médio apresenta três personagens jogando cartas: um jovem rico enfrenta um adversário, visto meio de lado, com as costas viradas para o observador, que se revela um trapaceiro ao apoderar-se de uma carta nas costas enquanto um cúmplice aponta com os dedos o valor das cartas do jovem enganado.
Expondo um episódio da vida cotidiana de Roma, a obra apresenta as características do pintura de gênero, mas também se distancia um pouco dele por certos aspectos da encenação que se apropriam do teatro, em particular da commedia dell'arte. Mais obviamente, a pintura, com o objetivo de entreter o espectador, mas também de instruí-lo, poderia ser uma alegoria do jovem vítima de sua ingenuidade diante dos perigos do jogo.
A tela Os Trapaceiros é frequentemente comparada a outra obra de Caravaggio que lhe é contemporânea: A Adivinha. A proximidade de seu estilo e de seu tema faz com que críticos e historiadores da arte frequentemente os tratem em paralelo. Na verdade, a leitura de cada um pode iluminar o outro.
Os Trapaceiros é um dos primeiros trabalhos de Caravaggio, no qual ele emprega o estilo e a paleta brilhantes e coloridos de seu período romano inicial, antes de adotar tons mais escuros e lidar com mais boa vontade com temas religiosos.
Parece que a pintura não teve um patrocinador específico e Caravaggio se inspirou livremente em temas literários e teatrais da moda. Seja como for, chamou a atenção do cardeal Francesco del Monte, que se tornou o primeiro patrono e protetor do pintor. Na verdade, Les Tricheurs contribui para a fama de Caravaggio e sua obra: imediatamente, abrindo as portas de ricos patronos romanos para ele, e então, após sua morte, criando um gênero por direito próprio, cujo sucesso rendeu à pintura múltiplas cópias e variantes.

## Descrição

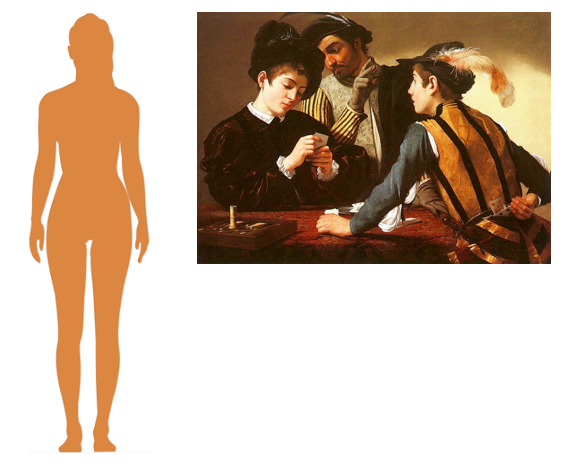
Comparação indicativa de tamanhos entre uma mulher de estatura média (1,65m) e a mesa (94,2 x 130,9cm).

A obra é uma cena de gênero feita em tela, que utiliza tinta a óleo como suporte; é retangular (94,2 x 130,9cm) em formato horizontal e de tamanho médio.
A pintura representa três homens representados pela cintura e ocupando todo o espaço da tela: dois estão de frente para o espectador e o terceiro está de costas. Eles estão reunidos em torno de uma mesa de jogo coberta por um tapete otomano.
Este tapete tipo ushak é um acessório singular tanto pela sua raridade como pelo seu preço. No entanto, Caravaggio o usa três vezes: primeiro nesta pintura, depois na Tocador de Alaúde e, mais tarde, na Ceia de Emaús. É também concebível que este convite a um objeto raro, exótico e requintado constitua uma forma de homenagem ao Cardeal del Monte, que adquiriu a pintura e cuja coleção pessoal de arte inclui dois tapetes deste tipo.
Os dois personagens localizados à direita e à esquerda estão jogando um jogo de cartas, zarro ou então de primiera, precursores do Poker. Em um dos cantos da mesa repousa uma bandeja de triquetraque, variação antiga do gamão.
Em suas roupas escuras e elegantes, o homem da esquerda se concentra em seu jogo e não percebe as manipulações dos outros dois. Ele é de fato vítima de seu oponente oposto, que manipula uma carta pendurada no cinto atrás das costas. O espectador do jogo colocado no centro é, na verdade, um cúmplice que examina o jogo do jovem e faz sinais de mão para indicar o que ele vê; suas luvas têm as pontas dos dedos cortadas para que ele possa sentir melhor as cartas previamente marcadas, o que atesta seu status de trapaceiro profissional; muito mais, ele usa no cinto um punhal representando uma ameaça latente no caso de sua jovem vítima descobrir o engano.
Os três personagens se distinguem por suas roupas: os dois cúmplices estão vestindo roupas de cores vivas que parecem ser uniformes militares; os de sua vítima são mais discretos e refinados. Na verdade, ele exibe uma classe social mais alta por suas roupas mas também pelos traços mais finos de seu rosto.
Apesar do aperto da cena, a pintura oferece uma sobreposição de planos bem visível: o ângulo da mesa que carrega o jogo triquetraque permite identificar o primeiro plano, no qual também está a mão do trapaceiro que está segurando a carta. No segundo plano estão a vítima e o cúmplice. O último plano é constituído por um fundo simples, cuja neutralidade faz sobressair as atitudes e o fascínio das personagens. A posição do trapaceiro mais jovem, que avança em direção à mesa com a mão vista em escorço atrás das costas, ajuda a incorporar o espectador à cena e assim, segundo o historiador da arte Laurent Bolard, torná-lo cúmplice dessa cena.
A iluminação do palco é lateral, vinda da esquerda. O personagem à esquerda é aquele que recebe a luz primeiro: a clareza de seu rosto contrasta com a tez morena de seus adversários.

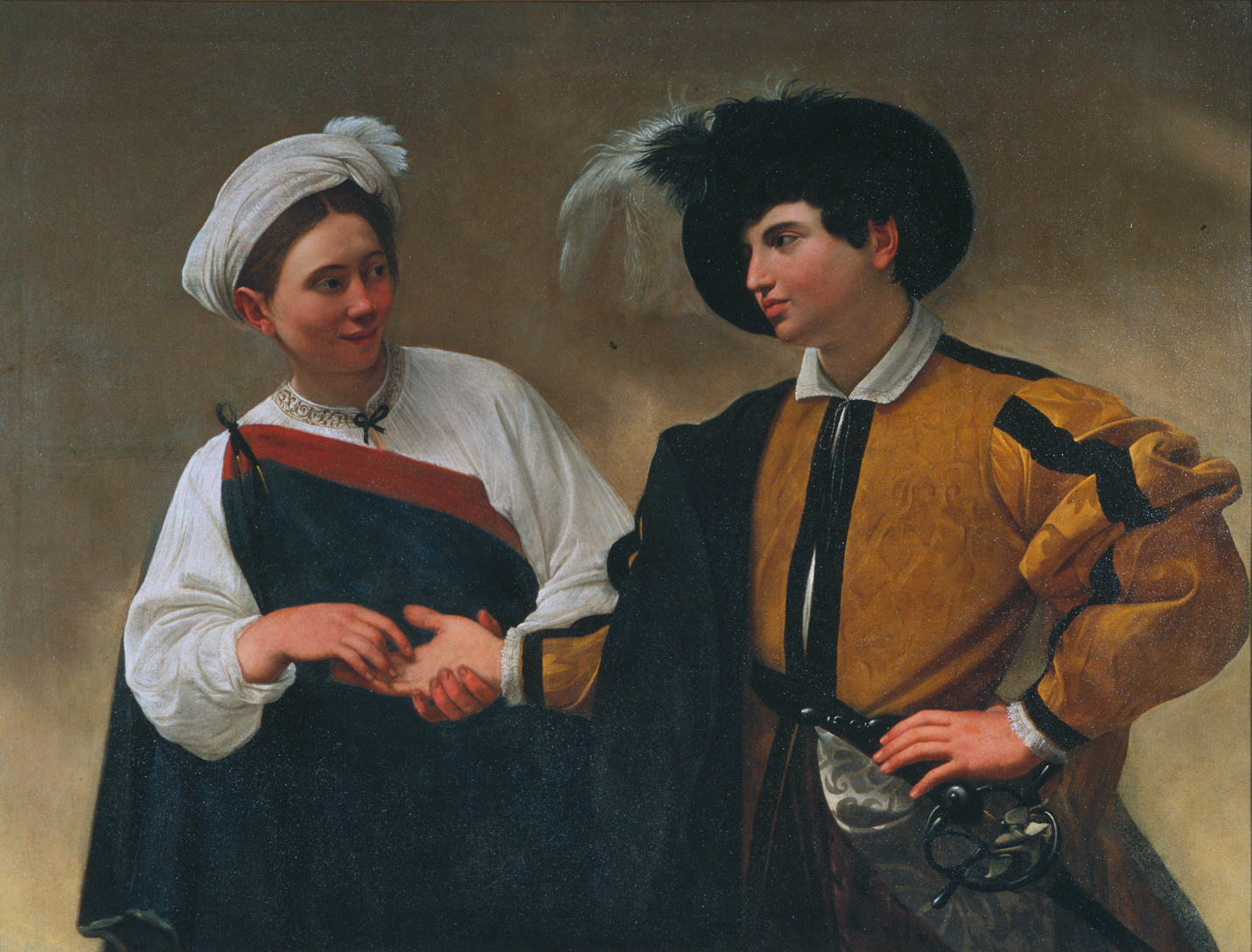
A tela A Adivinha

Os Trapaceiros foi a segunda pintura neste tema criada por Caravaggio. A primeira, A Adivinha, tinha chamado atenção, e esta pintura estendeu sua reputação, pequena que fosse neste período. Os temas de A Adivinha e os Trapaceiros ofereceram algo novo, cenas realistas da vida da rua, especialmente com esta atenção lindamente prestada a pequenos detalhes, como os dedos rasgados nas luvas do homem mais velho ou o olhar ansioso do adolescente trapaceiro para seu mestre. 
A perspicácia psicológica é igualmente impressionante, as três figuras unidas pelo drama comum, mas cada um como seu próprio jogo único dentro de um jogo maior – pois se o inocente está sendo enganado, o outro rapaz não é mais velho, sendo outro inocente corrompido assim como ele engana o tolo. Os Trapaceiros, com sua mistura de realismo brutal da vida da vulgar e da delicadeza luminosa veneziana, era muito admirada, e Orsi "aclamava o novo estilo (de Caravaggio), aumentando a reputação de seu trabalho". Mais de cinquenta cópias e variantes feitas por outros pintores sobreviveram, com artistas como Georges de La Tour pintando suas próprias apreciações do tema.

## História
A obra representa um marco importante para Caravaggio. Ele a pintou quando estava tentando uma carreira independente após deixar o ateliê do Cavaliere Giuseppe Cesari d'Arpino, para quem ele havia pintado "flores e frutos", finalizando os detalhes para a produção em massa de Cavaliere. Caravaggio deixou o ateliê de Arpino em janeiro de 1594 e começou a vender suas obras através do comerciante Costantino, com o auxílio de Prospero Orsi, um consagrado pintor de grotescos maneiristas (máscaras, monstros, etc.). Orsi apresentou Caravaggio à sua extensa rede de contatos no mundo dos colecionadores e mecenas.

## Proveniência

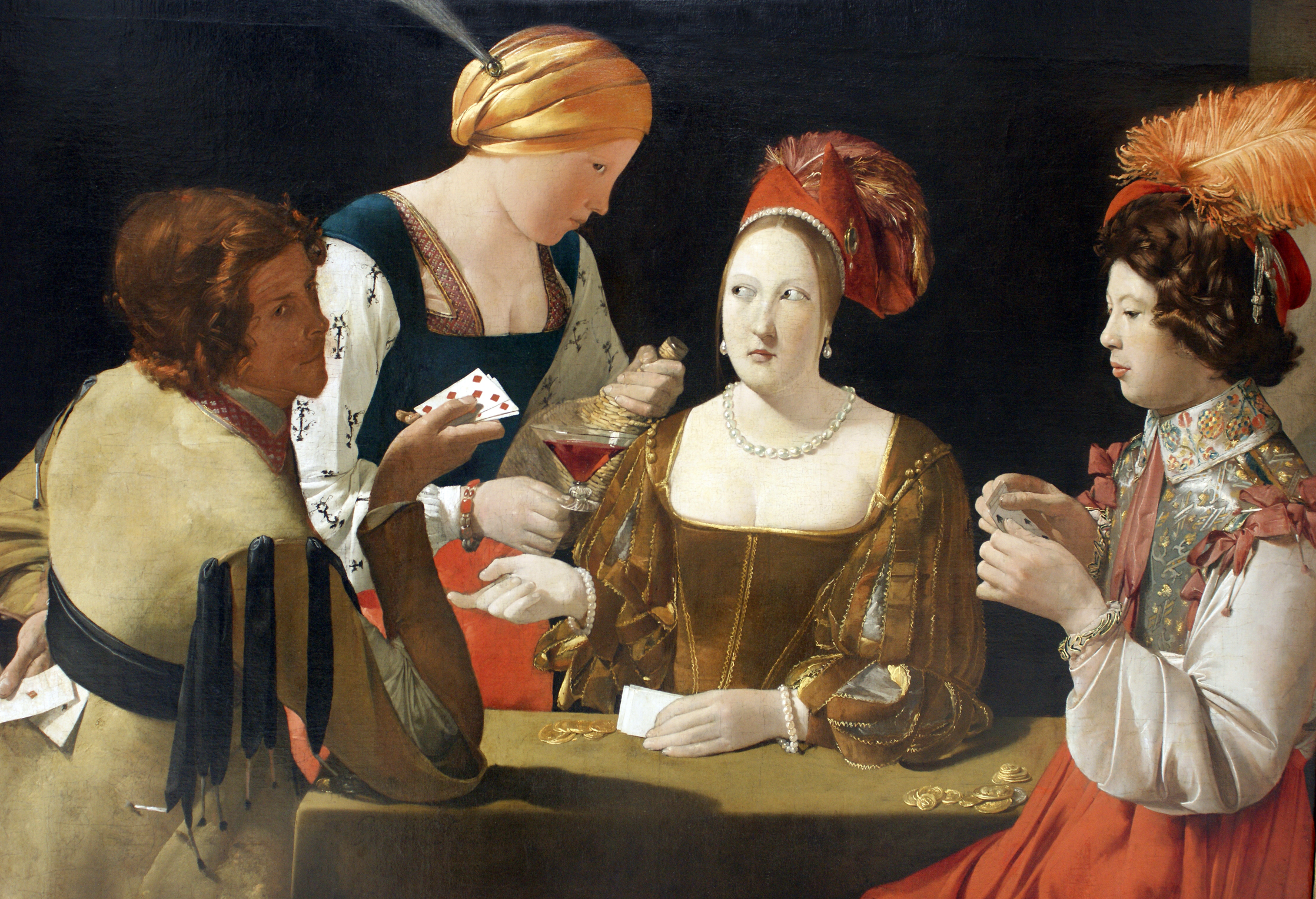
O Trapaceiro com o Ás de Ouros por Georges de La Tour, c. 1620–1640.

Seja através de Costantino ou Orsi, Caravaggio chegou ao conhecimento do eminente colecionador Cardeal Francesco Del Monte, que comprou Os Trapaceiros e se tornou o primeiro patrono importante do artista, dando-lhe alojamento em seu Palazzo Madama atrás da Piazza Navona, a então principal praça de Roma.
Da coleção de Del Monte, a obra entrou para a coleção do cardeal Antonio Barberini, sobrinho do Papa Urbano VIII (cujo retrato de pré-elevação, Retrato de Maffeo Barberini, Caravaggio pintaria em 1598), em Roma e foi passada para a família Colonna-Sciarra. A obra acabou desaparecida na década de 1890, e foi redescoberta em 1987 em uma coleção privada na Europa; que foi posteriormente vendida e está atualmente na coleção do Museu de Arte Kimbell em Fort Worth, Texas.
O historiador de arte britânico Denis Mahon descobriu em dezembro de 2007, que uma cópia de Os Trapaceiros que se acreditava anteriormente ser obra de outro artista era, na verdade, do próprio Caravaggio.  O pentimento, em que todos os detalhes do rosto de um dos trapaceiros tinham sido esboçados, apesar de ser pintado por cima do chapéu do outro personagem apontou para a improbabilidade extrema de que tenha sido feita por um copista.